# Nikolaj Sedjuk
Nikolaj Pavlovič Sedjuk (in russo Николай Павлович Седюк?; Gorky, 29 aprile 1988) è un discobolo russo, campione europeo juniores nel 2007 a Hengelo e campione europeo under 23 a Kaunas nel 2009.

## Biografia
Allenato da Ivan Koptukh e Mikhail Sadov in carriera è riuscito a conquistare un titolo europeo juniores e un titolo europeo under 23.
Nel 2009 ha partecipato anche ai campionati del mondo di Berlino concludendo però lontano dalla finale con un lancio a 59,03 metri.
Grande particolarità nella sua tecnica è l'uso di un pre-giro immediatamente prima della normale rotazione per riuscire ad avere più velocità nell'azione di lancio.
Questo tipo di tecnica è normalmente usato da alcuni atleti in sede di allenamento come semplice esercizio ma Sedyuk è l'unico al mondo ad usarla anche nelle competizioni ufficiali.

## Record nazionali

### Juniores
- Lancio del disco 62,72 ( Hengelo, 21 luglio 2007)

## Palmarès
| Anno | Manifestazione    | Sede      | Evento           | Risultato | Misura  | Note             |
| ---- | ----------------- | --------- | ---------------- | --------- | ------- | ---------------- |
| 2005 | Mondiali allievi  | Marrakech | Lancio del disco | 13º       | 54,99 m |                  |
| 2006 | Mondiali juniores | Pechino   | Lancio del disco | 4º        | 62,00 m |                  |
| 2007 | Europei juniores  | Hengelo   | Lancio del disco | Oro       | 62,72 m | Record nazionale |
| 2009 | Europei under 23  | Kaunas    | Lancio del disco | Oro       | 60,80 m |                  |
| 2009 | Mondiali          | Berlino   | Lancio del disco | 25º (q)   | 59,03 m |                  |
| 2012 | Europei           | Helsinki  | Lancio del disco | 26º       | 57,08 m |                  |

## Campionati nazionali
- 1 volta campione nazionale assoluto nel lancio del disco (2013)

2007
- 9º ai campionati nazionali russi, lancio del disco - 54,83 m

2008
- Argento ai campionati nazionali russi, lancio del disco - 59,35 m

2009
- Bronzo ai campionati nazionali russi, lancio del disco - 59,56 m

2011
- Argento ai campionati nazionali invernali russi, lancio del disco - 57,10 m

2012
- Argento ai campionati nazionali russi, lancio del disco - 58,90 m

2013
- Oro ai campionati nazionali russi, lancio del disco - 61,39 m

2014
- 4º ai campionati nazionali russi, lancio del disco - 60,21 m

## Altre competizioni internazionali
2008
- Oro in Coppa Europa invernale di lanci (under 23) ( Spalato), lancio del disco - 63,20 m
- 4º in Coppa Europa ( Annecy), lancio del disco - 59,23 m

2009
- Argento in Coppa Europa invernale di lanci (under 23) ( Los Realejos), lancio del disco - 59,81 m

2010
- 5º in Coppa Europa invernale di lanci (under 23) ( Arles), lancio del disco - 59,11 m

2013
- 14º in Coppa Europa invernale di lanci ( Castellón de la Plana), lancio del disco - 58,23 m

2015
- 9º in Coppa Europa invernale di lanci ( Leiria), lancio del disco - 62,12 m